# Italo Zannier

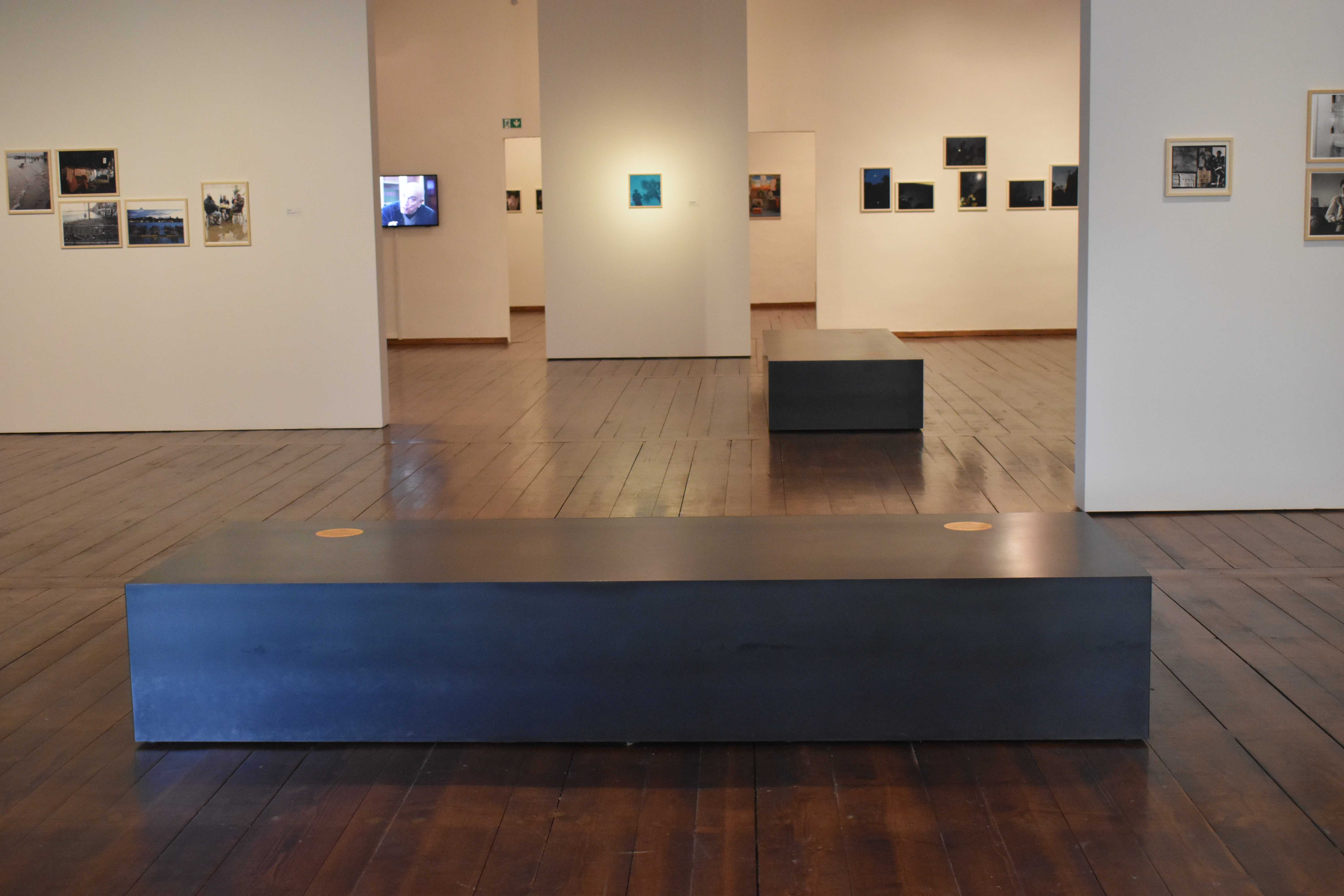
Interior, primer piso, Pabellón de Arte Contemporáneo, Ferrara. Montaje de exposición temporal: Fotografía 1839-2020. El libro ilustrado del grabado al digital. Italo Zannier fotógrafo inocente.

Italo Zannier (Spilimbergo, 1932) es un fotógrafo y crítico fotográfico italiano.

## Biografía
Realizó estudios de arquitectura y pintura antes de dedicarse a la fotografía. Es el primer profesor que impartió la materia de "Historia de la fotografía" en el IUAV y en la facultad de Letras de la Universidad Ca' Foscari en Venecia. También enseñó en el Dams de Bolonia y en la facultad de Bienes culturales de Ravenna y en la Universidad Católica de Milán. Es miembro de la “Sociètè europeènne de histoire de la photographie”. Ha publicado más de 500 libros entre catálogos y publicaciones históricas y científicas. Ha recibido la licenciatura Honoris causa en Conservación de bienes culturales por la Universidad de Udine. 
En 1955 fue miembro fundador del Gruppo Friuliano per una nuova fotografia junto a otros fotógrafos como Toni del Tin, Aldo Beltrame, Fulvio Roiter, Carlo Bevilacqua y Giuliano Borghesan que consideraban trasnochados los planteamientos del Grupo fotográfico «La Bussola» y proponían una fotografía documental y comprometida con la realidad social, siguiendo unos planteamientos neorrealistas.
Ha sido presidente de los comités científicos del Museo Nacional Alinari de la Fotografía en Florencia y del Centro de investigación y archivo de la fotografía de Lestans, fundado en 1994. Comisario artístico de decenas de muestras como la  organizada a Sevilla con ocasión de la Expo 1992, que trataba sobre el paisaje mediterráneo; o como la sección fotográfica de Italian Metamorphosis, que fue una gran muestra dedicada al arte italiano  en el Guggenheim de Nueva York en el año 1994. También ha sido comisario artístico de la sección de fotografía en varias ediciones de la Bienal de Arte de Venecia incluida la de 2011 y en la Bienal de Arquitectura de Venecia. Gracias a su trabajo de divulgación se conocen muchos grandes fotógrafos italianos contemporáneos. En los años sesenta enseñó fotografía en el Curso Superior de Diseño Industrial en Venecia, que fueron los primeros estudios de Diseño en Italia.